# Жуан Невіш
Жуа́н Пе́дру Гонса́лвіш Не́віш (порт. João Pedro Gonçalves Neves; нар. 27 вересня 2004, Тавіра) — португальський футболіст, півзахисник французького клубу «Парі Сен-Жермен» і збірної Португалії.

## Клубна кар'єра

### Ранні роки
Почав займатися футболом у своєму рідному місті в юнацькій команді «Тавіра», що підпорядковується клубу «Бенфіка», потім чотири роки тренувався в Центрі розвитку «Бенфіки» у Фару (Алгарве), а 2016 року приєднався до академії. У жовтні 2018 року підписав контракт з академією «Бенфіки» у віці 14 років.

### «Бенфіка»
У грудні 2020 року підписав свій перший професіональний контракт з «Бенфікою». У сезоні 2021–22 дебютував за «Бенфіку» (до 23 років) у віці 17 років і разом з командою виграв Юнацьку лігу УЄФА.

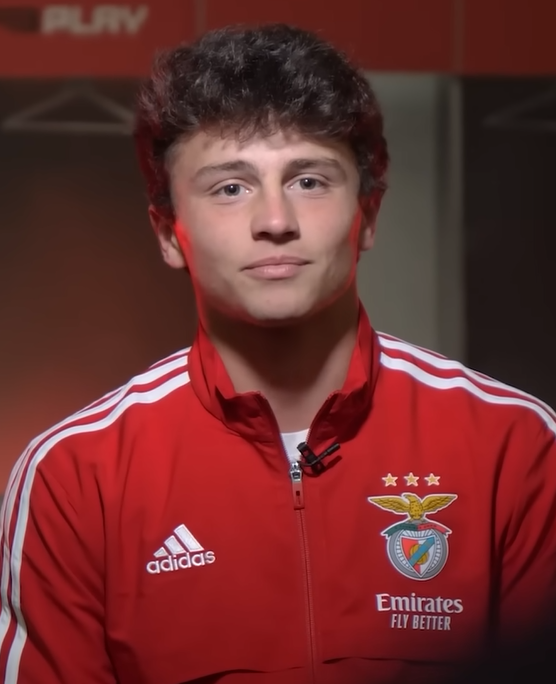
Невіш у складі «Бенфіки», 2023

2022 року почав виступати за резервну команду, за яку дебютував 6 серпня у матчі Сегунда-ліги проти «Академіку-де-Візеу». 24 серпня вийшов у стартовому складі «Бенфіки Б» на матч за Міжконтинентальний кубок (до 20 років) проти «Пеньяроля», допомігши команді здобути трофей.
21 грудня 2022 року продовжив контракт з «Бенфікою» до 2028 року. 30 грудня 2022 року дебютував в основному складі «Бенфіки» в матчі португальської Прімейра-ліги проти «Браги», вийшовши на заміну Гонсалу Рамушу. 15 лютого 2023 року дебютував у Лізі чемпіонів УЄФА, вийшовши на заміну Жуану Маріу в матчі 1/8 фіналу проти «Брюгге». Свій перший гол за «Бенфіку» забив 21 травня у поєдинку проти «Спортінга» в Лісабонському дербі. У своєму дебютному сезоні провів 20 матчів і забив 1 гол, допомігши команді виграти чемпіонство.
9 серпня 2023 року вийшов у стартовому складі на матч за Суперкубок Португалії 2023 проти «Порту», допомігши «Бенфіці» здобути трофей. 11 серпня підписав новий контракт з «Бенфікою» до 2028 року. У жовтні 2023 року ввійшов у список 25-ти фіналістів на звання «Golden Boy» (найкращий молодий гравець) 2023 року. 12 листопада 2023 року в матчі Прімейра-ліги проти «Спортінга» вперше відзначився голом у сезоні 2023–24.
13 квітня 2024 року потрапив до списку топ-100 номінантів на премію «Golden Boy» (2024), посівши 2-ге місце. За підсумками включений до символічної «команди сезону» Прімейра-ліги, зігравши 33 матчі з 34, в яких забив три голи, зробив одну результативну передачу і здійснив 140 відборів м'яча. Окрім цього упродовж сезону 5 разів визнавався найкращим півзахисником місяця в Прімейра-лізі (за вересень, жовтень/листопад, грудень, лютий і березень місяці).

### «Парі Сен-Жермен»
5 серпня 2024 року перейшов у французький клуб «Парі Сен-Жермен», підписавши п'ятирічний контракт. Сума трансферу становила близько 60 млн євро. 16 серпня дебютував за «Парі Сен-Жермен» в матчі Ліги 1 проти «Гавра», замінивши Ібраїма Мбає і віддав дві результативні передачі. В наступній грі 23 серпня проти «Монпельє» також віддав дві гольові передачі й таким чином перевершив досягнення Неймара (3 передачі), зробивши 4 передачі в 2 перших матчах в Лізі 1. 27 жовтня 2024 року в матчі Ліги 1 в рамках дербі Франції проти «Марселя» забив свій перший гол за «Парі Сен-Жермен». 18 жовтня 2024 року ввійшов у список 25-ти фіналістів на звання «Golden Boy» 2024 року. 28 жовтня того ж року посів 6-те місце в голосуванні на Трофей Копа 2024.
5 січня 2025 року допоміг «Парі Сен-Жермен» виграти Суперкубок Франції здобувши свій перший трофей з клубом. 22 січня 2025 року в матчі Ліги чемпіонів проти англійського клубу «Манчестер Сіті» вперше відзначився голом у єврокубках. В своєму дебютному сезоні допоміг «Парі Сен-Жермен» оформити «требл»: виграти Лігу 1 та здобути Кубок Франції, а також виграти Лігу чемпіонів. Окрім цього увійшов до команди сезону в Лізі 1.
Влітку 2025 року виступав на Клубному чемпіонаті світу в США. На турнірі провів сім матчів, відзначившись двома м'ячами проти американського клубу «Інтер Маямі» (які стали першим дублем в його кар'єрі), а його команда дійшла до фіналу, де поступилась англійському «Челсі».

## Кар'єра в збірній
Виступав за збірні Португалії до 15, до 19 і до 21 року. У червні 2023 року брав участь у молодіжному чемпіонаті Європи 2023 у Румунії та Грузії. На турнірі зіграв 4 матчі і відзначився у поєдинку з Бельгією(цей м'яч був визнаний найкращим голом чемпіонату), а португальці дійшли до чвертьфіналу, де поступились англійцям.
6 жовтня 2023 року вперше викликаний до збірної Португалії головним тренером Роберто Мартінесом для участі в матчах відбіркового турніру до чемпіонату Європи 2024 проти збірних Словаччини та Боснії і Герцеговини. 16 жовтня дебютував за збірну Португалії в поєдинку проти Боснії і Герцеговини, вийшовши на заміну Бруну Фернандішу.
21 травня 2024 року був включений в офіційну заявку збірної Португалії для участі в матчах фінальної частини чемпіонату Європи 2024 у Німеччині. На турнірі зіграв у матчах групового етапу проти збірних Туреччини і Грузії, а португальці дійшли до чвертьфіналу, де поступились французам у серії післяматчевих пенальті.
В червні 2025 року в складі збірної Португалії став переможцем Ліги націй УЄФА 2024–25.

## Статистика виступів

### Клубна статистика
Станом на 13 липня 2025 
| Клуб              | Сезон             | Чемпіонат         | Чемпіонат | Чемпіонат | Кубок | Кубок | Кубок ліги | Кубок ліги | Єврокубки | Єврокубки | Інші  | Інші | Всього | Всього |
| Клуб              | Сезон             | Дивізіон          | Матчі     | Голи      | Матчі | Голи  | Матчі      | Голи       | Матчі     | Голи      | Матчі | Голи | Матчі  | Голи   |
| ----------------- | ----------------- | ----------------- | --------- | --------- | ----- | ----- | ---------- | ---------- | --------- | --------- | ----- | ---- | ------ | ------ |
| Бенфіка Б         | 2022–23           | Друга ліга        | 11        | 0         | —     | —     | —          | —          | —         | —         | —     | —    | 11     | 0      |
| Бенфіка           | 2022–23           | Прімейра-ліга     | 17        | 1         | 0     | 0     | 0          | 0          | 3         | 0         | —     | —    | 20     | 1      |
| Бенфіка           | 2023–24           | Прімейра-ліга     | 33        | 3         | 6     | 0     | 3          | 0          | 12        | 0         | 1     | 0    | 55     | 3      |
| Бенфіка           | Всього            | Всього            | 50        | 4         | 6     | 0     | 3          | 0          | 15        | 0         | 1     | 0    | 75     | 4      |
| Парі Сен-Жермен   | 2024–25           | Ліга 1            | 29        | 3         | 5     | 1     | –          | –          | 17        | 1         | 8     | 2    | 59     | 7      |
| Всього за кар'єру | Всього за кар'єру | Всього за кар'єру | 89        | 6         | 11    | 1     | 3          | 0          | 32        | 1         | 9     | 2    | 146    | 10     |

1. 1 2  Матчі в Лізі чемпіонів УЄФА
2. ↑  6 матчів в Лізі чемпіонів УЄФА, 6 в Лізі Європи УЄФА
3. ↑  Матчі в Суперкубку Португалії
4. ↑  1 матч в Суперкубку Франції, 7 матчів та 2 голи на клубному чемпіонаті світу

### Міжнародна статистика
Станом на 8 червня 2025 
| Збірна            | Сезон             | Товариські | Товариські | Офіційні | Офіційні | Всього | Всього |
| Збірна            | Сезон             | Матчі      | Голи       | Матчі    | Голи     | Матчі  | Голи   |
| ----------------- | ----------------- | ---------- | ---------- | -------- | -------- | ------ | ------ |
| Португалія        |                   |            |            |          |          |        |        |
| 2023              | 0                 | 0          | 3          | 0        | 3        | 0      |        |
| 2024              | 4                 | 0          | 6          | 0        | 10       | 0      |        |
| 2025              | 0                 | 0          | 3          | 0        | 3        | 0      |        |
| Всього за кар'єру | Всього за кар'єру | 4          | 0          | 12       | 0        | 16     | 0      |

### Матчі за збірну
Станом на 8 червня 2025 
| Матчі Жуана Невіша за збірну Португалії | Матчі Жуана Невіша за збірну Португалії | Матчі Жуана Невіша за збірну Португалії | Матчі Жуана Невіша за збірну Португалії | Матчі Жуана Невіша за збірну Португалії | Матчі Жуана Невіша за збірну Португалії | Матчі Жуана Невіша за збірну Португалії | Матчі Жуана Невіша за збірну Португалії |
| №                                       | Дата                                    | Суперник                                | Рахунок                                 | Голи                                    | Картки                                  | Хвилини                                 | Змагання                                |
| --------------------------------------- | --------------------------------------- | --------------------------------------- | --------------------------------------- | --------------------------------------- | --------------------------------------- | --------------------------------------- | --------------------------------------- |
| 1                                       | 16 жовтня 2023                          | Боснія і Герцеговина                    | 5–0                                     |                                         |                                         | 5'                                      | Відбіркові матчі ЧЄ-2024                |
| 2                                       | 16 листопада 2023                       | Ліхтенштейн                             | 2–0                                     |                                         |                                         | 3'                                      | Відбіркові матчі ЧЄ-2024                |
| 3                                       | 19 листопада 2023                       | Ісландія                                | 2–0                                     |                                         |                                         | 3'                                      | Відбіркові матчі ЧЄ-2024                |
| 4                                       | 21 березня 2024                         | Швеція                                  | 5–2                                     |                                         |                                         | 27'                                     | Товариський матч                        |
| 5                                       | 26 березня 2024                         | Словенія                                | 0–2                                     |                                         |                                         | 2'                                      | Товариський матч                        |
| 6                                       | 4 червня 2024                           | Фінляндія                               | 4–2                                     |                                         |                                         | 90'                                     | Товариський матч                        |
| 7                                       | 11 червня 2024                          | Ірландія                                | 3–0                                     |                                         |                                         | 77'                                     | Товариський матч                        |
| 8                                       | 22 червня 2024                          | Туреччина                               | 3–0                                     |                                         |                                         | 2'                                      | Фінальні матчі ЧЄ-2024                  |
| 9                                       | 26 червня 2024                          | Грузія                                  | 0–2                                     |                                         |                                         | 75'                                     | Фінальні матчі ЧЄ-2024                  |
| 10                                      | 5 вересня 2024                          | Хорватія                                | 2–1                                     |                                         |                                         | 45'                                     | Ліга націй УЄФА 2024–25 (А)             |
| 11                                      | 8 вересня 2024                          | Шотландія                               | 2–1                                     |                                         |                                         | 22'                                     | Ліга націй УЄФА 2024–25 (А)             |
| 12                                      | 15 листопада 2024                       | Польща                                  | 5–1                                     |                                         | 25'                                     | 45'                                     | Ліга націй УЄФА 2024–25 (А)             |
| 13                                      | 18 листопада 2024                       | Хорватія                                | 1–1                                     |                                         |                                         | 90'                                     | Ліга націй УЄФА 2024–25 (А)             |
| 14                                      | 20 березня 2025                         | Данія                                   | 0–1                                     |                                         |                                         | 86'                                     | Ліга націй УЄФА 2024–25 (плей-оф)       |
| 15                                      | 4 червня 2025                           | Німеччина                               | 2–1                                     |                                         |                                         | 58'                                     | Ліги націй УЄФА 2024–25 (фінал)         |
| 16                                      | 8 червня 2025                           | Іспанія                                 | 2–2 (пен. 5–3)                          |                                         |                                         | 45'                                     | Ліги націй УЄФА 2024–25 (фінал)         |

Всього: 16 матчів / 0 голів; 12 перемог, 1 нічия, 3 поразки.

## Досягнення

### Командні досягнення
«Бенфіка» (мол.)
- Переможець Юнацької ліги УЄФА: 2021–22[64]
- Володар Міжконтинентального кубка (до 20 років): 2022[65]

«Бенфіка»
- Чемпіон Португалії: 2022–23[1]
- Володар Суперкубка Португалії: 2023[1][66]

«Парі Сен-Жермен»
- Чемпіон Франції: 2024–25[67]
- Володар Кубка Франції: 2024–25[68]
- Переможець Ліги чемпіонів УЄФА: 2024–25[69]
- Володар Суперкубка Франції: 2024[70]

Збірна Португалії
- Переможець Ліги націй УЄФА: 2024–25[71]

### Особисті досягнення
- Півзахисник місяця Прімейра-ліги (5): вересень 2023[72], жовтень/листопад 2023[73], грудень 2023[74], лютий 2024[75], березень 2024[76]
- Молодий гравець місяця Прімейра-ліги (2): жовтень/листопад 2023[77], лютий 2024[78]
- Команда року Прімейра-ліги: 2023–24[79]
- Команда сезону Ліги 1: 2024–25[80]